# 萼脊兰
萼脊兰（学名：Sedirea japonica），为兰科萼脊兰属下的一个植物种。生长在海拔600-1350米的疏林中树干上或山谷崖壁上。也见于日本（琉球群岛）、朝鲜半岛南部。中国产浙江（文成）、云南西部（盈江）。模式标本采自日本琉球群岛。